# 西瓦拉尼山
14°05′16″S 70°57′12″W / 14.08778°S 70.95333°W
西瓦拉尼山（Sihuarani），是秘魯的山峰，位於該國東南部庫斯科大區，由坎奇斯省的切卡庫佩區負責管轄，屬於韋爾卡努塔山脈的一部分，海拔高度約5,000米。